# 新羅馬尼夫卡 (大米海利夫卡區)
47°10′22″N 29°57′25″E / 47.17278°N 29.95694°E
新羅馬尼夫卡（烏克蘭語：Новороманівка）是位於烏克蘭西南部的村莊，由敖德萨州羅茲季利納區的采布里科韋市鎮負責管轄。該村始建於1897年，面積0.62平方公里，海拔高度147米，2001年人口50，人口密度每平方公里81.04人。